# Manuel López Araujo
Manuel Francisco López Araujo (Vigo, 23 de octubre de 1759 – Madrid, 19 de mayo de 1824) fue un hacendista y político español.  

## Biografía
Inició su carrera administrativa como contador general de Rentas y comisario de Guerra. Ya en 1803 era oficial noveno de Hacienda para, en 1814, ser nombrado director general de Loterías y consejero de Hacienda. Desempeñó entre el 10 de diciembre de 1815 y el 27 de enero de 1816 la Secretaría de Estado y del Despacho de Hacienda.  